# Aphyllodium
Aphyllodium es un género de plantas con flores perteneciente a la familia Fabaceae. Es originario de AustraliaComprende 10 especies descritas y de estas, solo 3 aceptadas.

## Taxonomía
El género fue descrito por (DC.) Gagnep. y publicado en Notul. Syst. (Paris) 3: 254. 1916.

## Especies aceptadas
A continuación se brinda un listado de las especies del género Aphyllodium aceptadas hasta julio de 2014, ordenadas alfabéticamente. Para cada una se indica el nombre binomial seguido del autor, abreviado según las convenciones y usos.
- Aphyllodium australiense (Schindl.) H.Ohashi
- Aphyllodium hispidum (Schindl.) H.Ohashi
- Aphyllodium novoguineense (Schindl.) H.Ohashi